# Bardy, Ba Lan
Bardy [ˈbardɨ] (tiếng Đức: Bartin) là một ngôi làng thuộc khu hành chính của Gmina Dygowo, thuộc hạt Kołobrzeg, West Pomeranian Voivodeship, ở phía tây bắc Ba Lan. Nó nằm khoảng 3 kilômét (2 mi) về phía nam của Dygowo, 12 km (7 mi) về phía đông nam của Kołobrzeg và 107 km (66 mi) về phía đông bắc của thủ đô khu vực Szczecin.
Đối với khu định cư Thời đại Viking đã được khai quật ở khu vực lân cận, xem Bardy-Świelubie.
Trước năm 1945, khu vực này là một phần của Đức. Sau Thế chiến II, người dân bản địa Đức bị trục xuất và thay thế bằng người Ba Lan. Đối với lịch sử của khu vực, xem Lịch sử của Pomerania.